# Sonety tragiczne

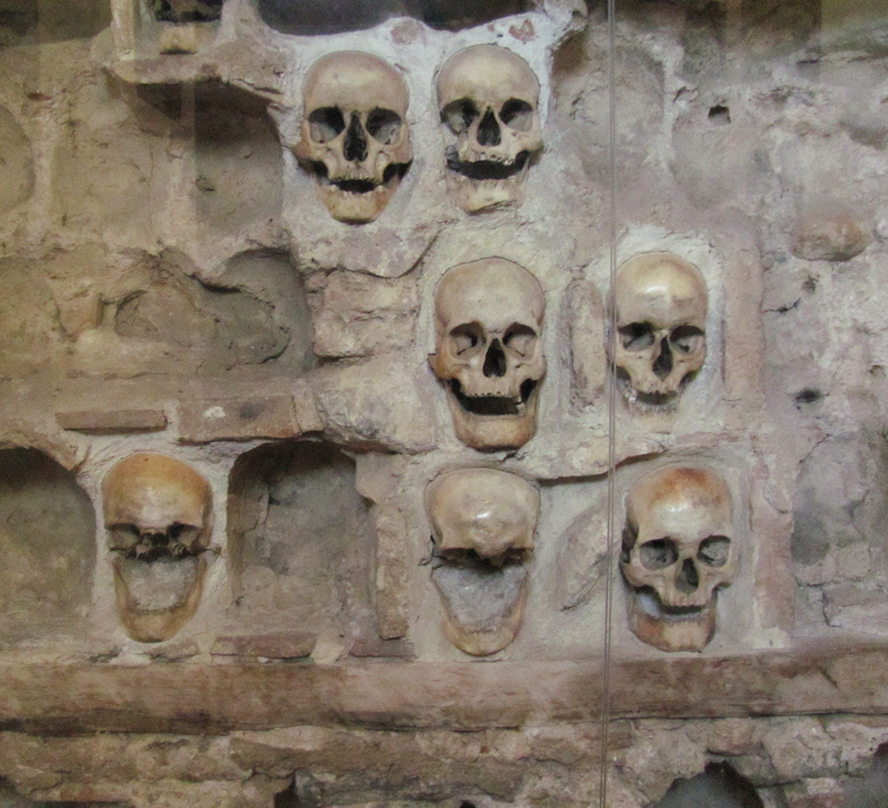
Drugi utwór z cyklu Sonety tragiczne Branko Miljković poświęcił Wieży czaszek znajdującej się w jego rodzinnym mieście, Nišu

Sonety tragiczne (serb. Tragični soneti) – cykl wierszy serbskiego poety Branka Miljkovicia, napisany w formie wieńca sonetów. Cykl ukazał się w 1956. Został przetłumaczony na język angielski przez Aleksandrę Milanović. Na język polski przełożyła go Joanna Salamon.